# Steirophora
Steirophora là một chi bướm đêm thuộc họ Geometridae.